# Ander Iturraspe
Ander Iturraspe Derteano, född 8 mars 1989 i Abadiño, Baskien, är en spansk fotbollsspelare som spelar för Espanyol.